# Đảo Trung
Đảo Trung là một đảo san hô thuộc nhóm đảo An Vĩnh của quần đảo Hoàng Sa. Đảo này nằm cách đảo Bắc chỉ 600 m về phía đông nam.
Đảo Trung là đối tượng tranh chấp giữa Việt Nam, Đài Loan và Trung Quốc. Hiện nay, Trung Quốc đang kiểm soát đảo này.
- Tên gọi: đảo Trung hay đảo Giữa; tiếng Anh: Middle Island; tiếng Trung: 中岛; bính âm: Zhōng dǎo, Hán-Việt: Trung đảo
- Đặc điểm: đảo Trung có chiều dài 570 m, chiều rộng 230 m, diện tích khoảng 0,12 km² và cao 6 m so với mặt biển.
- Môi trường: có nhiều cây xanh.